# Azat (Tatarstan)
Azat (Азат (rus)) és un poble de la República del Tatarstan, a Rússia. El 2000 tenia 141 habitants.